# 尤登格拉本河
49°08′44″N 10°43′25″E / 49.14567°N 10.72366°E
尤登格拉本河（德語：Judengraben），是德國的河流，位於該國東南部，由巴伐利亞負責管轄，屬於阿爾特米爾河的左支流，河道全長1公里，流域面積0.6平方公里，發源自濱湖穆爾以南。